# Nogajski jezik
Nogajski jezik (ISO 639-3: nog), jezik malenog turskog naroda Nogajaca, koji žive u europskom dijelu Rusije na sjeveru Kavkaza. Postoje tri osnovne etnolingvističke skupine, to su Crni ili Sjeverni ili Qara-Nogajci koji govore sjeverni ili crnonogajski u području Dagestana; Bijeli ili zapadni ili Aqnogajci u području Kubana; i centralni ili vlastiti u Stavropolju.
Nogajski se uči u osnovnim i srednjim školama. Pripadnici etničke grupe vuku podrijetlo od Zlatne Horde, a jezik se klasificirao kipčačkoj ili sjeverozapadnoj skupini turkijskih jezika. Danas je to jedan od četiri aralsko-kaspijskih jezika. U upotrebi su i ruski [rus] ili karačajski [krc].

## Vanjske poveznice
- Ethnologue (14th)
- Ethnologue (15th)